# 고래기름

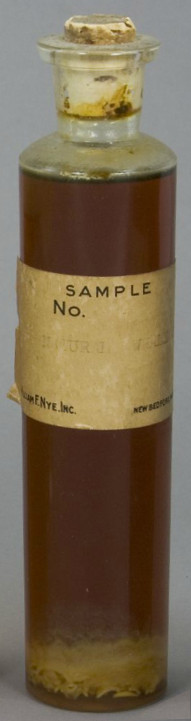

고래기름(whale oil), 또는 경유(鯨油)는 고래지방에서 추출한 기름이다.

## 원천과 이용
초기의 산업 사회들은 오일 램프에 고래 기름을 사용하였고, 또 비누와 마가린을 제조하기 위해 사용했다.
고래 기름은 고래에서 추출한 고래지방을 끓여서 취득한다.

## 같이 보기
- 경랍